# Felix Michel (cầu thủ bóng đá)
Felix Michel (sinh 23 tháng 7 năm 1994) là một cầu thủ bóng đá người Thụy Điển gốc Liban thi đấu cho Eskişehirspor và đội tuyển quốc gia Liban ở vị trí hậu vệ. Anh là em trai của Alexander Michel.